# Avril 2012

## Faits marquants
- 1er avril : la lauréate du prix Nobel de la paix 1991 et dirigeante de la Ligue nationale pour la démocratie Aung San Suu Kyi est élue députée lors des élections législatives partielles en Birmanie.
- 2 avril : Pál Schmitt, président de la République hongroise, présente sa démission.
- 5 avril :
  - Slavica Đukić Dejanović devient présidente par intérim de la Serbie ;
  - le volcan Nevado del Ruiz est mis en alerte orange, à cause d'une augmentation de la sismicité.
- 6 avril :
  - mort de Bingu wa Mutharika, président du Malawi ; Joyce Banda est nommée présidente par intérim ;
  - le MNLA proclame unilatéralement l'indépendance de l'Azawad après avoir pris le contrôle des régions de Kidal, Gao et Tombouctou, dans le nord du Mali. Le contrôle de cette zone est également revendiqué par les mouvements islamiques. La communauté internationale ne reconnait pas l'indépendance.
- 8 avril : attentat à Kaduna, au Nigeria
- 11 avril :
  - élections législatives en Corée du Sud ;
  - un séisme de magnitude 8.7 sur l'échelle de Richter s'est produit au large de Sumatra.
- 15 avril : centenaire du naufrage du Titanic.
- 17 avril : Taur Matan Ruak remporte l'élection présidentielle est-timoraise.
- 23 avril : démission du Premier ministre néerlandais, Mark Rutte, après l'échec des négociations budgétaires au Parlement.
- 26 avril : 
  - le Premier ministre du Pakistan Youssouf Raza Gilani est reconnu coupable d'outrage à la justice par la Cour suprême à propos d'une affaire concernant des accusations de corruption contre le président Asif Ali Zardari.
  - Charles Taylor, ancien président du Liberia, est reconnu coupable par le Tribunal spécial pour la Sierra Leone de crimes de guerre et crimes contre l'humanité commis lors de la guerre civile sierra-léonaise.